# ディヴァイン・コメディ
ディヴァイン・コメディ（The Divine Comedy）は、北アイルランド出身のバンド。現在は実質、ニール・ハノン（Neil Hannon）のソロ・プロジェクト。バンド名はダンテ『神曲』（伊: La Divina Commedia）より。

## 来歴

### 結成〜初期の成功 『Fanfare for the Comic Muse』
The Divine Comedy は1989年ニール・ハノン ( Neil Hannon )によって結成されたグループ。John McCullagh と Kevin Traynor が参加するまでのメンバーはハノン一人であった。
ファーストアルバム 『Fanfare for the Comic Muse』はそこそこの成功を収めたが後に廃盤となる。
John Allen が加入し数曲でヴォーカルを担当した1991年の 「Timewatch」 と1992年の 「Europop」の売れ行きはいまひとつで“「Europop」の興行的失敗の後、このラインナップはすぐに解散となる。
ハノンは諦めることなく1993年3月、共同プロデューサー兼ドラマーの Darren Allison と組み『Liveration』をレコーディング。このアルバムは文学からの多くの影響が見られ 「Bermice Bobs Her Hair」 は F.Scott Fitzgerald の短編から、「Three Sisters」 は Anton Chekhov の戯曲から、「Lucy」 は Willian Wordsworth の三編の詩からの影響が見て取れる。
『Liveration』 はフランスで多少の成功を収めるに留まったが、ハノンは引き続き楽曲制作に取り組み1994年に『Promnade』をリリース。このアルバムはクラシック音楽からの影響が色濃く、特に Michael Nyman ( マイケル・ナイマン )からの影響が見られる。ハノンはニューアルバムのデモをナイマンに送った際、訴訟を起こさないでくれるよう頼んだ事を冗談めかして語っている。
『Promnade』 は恋人の２人が過ごす一日コンセプトとしており、『Liveration』に並ぶ評価を得たが商業的成功には繋がらなかった。
『Promnade』 のリリース直後ハノンはピアニストでシンガーソングライターのTori Amos (トーリ・エイモス)のヨーロッパツアーのサポートで同行している。またそのツアー中にシチュエーションコメディの「Father Ted」(テッド神父)のテーマ曲 「Aliison」を作曲、「Father Ted」のエピソードの１つ 「MockーEurovision Song」のために 「My Lovely Horse」 を作曲している。
ハノンはクリスマス市場に向け曲を作ってしてほしいというファンたちの要望には応えずにいたが、1999年リリースのシングルの３曲目に「Gin Soak boy」 が収録された。のみならず、「In Pursuit of Happines」 はBBCの科学技術番組 「Tomorrow’s  World」 のテーマソングに起用され、また 「Father Ted」の脚本家の一人であるGraham Linehanが手がけるChannel４のコメディシリーズ 「The IT Crowd」 の作曲も手がけている。

### 成功への道のり 『Casanova』(1996)〜『Secret History - The Best of The Divine Comedy』(1999)
1996年リリースのアルバム 『Casanova』からのシングル 「Something for the Weekend」 はBBCラジオ１の「Breakfast show」  のDJでありTFI Friday の司会者でもあるChris Evansno の引き立てによりバンド初のメジャーサクセスとなった。さらに 『Casanova』 の収録曲 「Becoming more Like Alfie」と「The Frog Princess」がラジオ放送されバンドの人気も高まった。
『Casanova』 はDarren Allisonとハノンの共同プロデュースによる３枚目のアルバムで1993年の『Liveration』から始まる３部作の完結編となっている。
バンドが成功を納めていた1997年のバレンタインデーにKrzystof Kieslowski の 「A Short Story About Love」に影響を受けて制作した 『A Short Album About Love』をリリースした。このアルバムにはBrunel Ensemble とのシェパーズ ブッシュエンパイアでのコンサートの準備のためのサウンドチェック時にライブでレコーディングされた数曲が収録されている。
続いてNoel Coward の曲のカバーによるコンピレーションアルバム『 I’ve Been To A Marvelous Party To Twentieth-Century Blues』 を発表。
陽気なコワード節にハノンによるアグレッシブな電子音が散りばめられている。 
1998年のアルバム『Fin de Siecle』 は堅苦しくはないがキザなイメージで、最大のヒットとなった『National Express』は自分探しを思わせる陽気なトーンとは裏腹に皮肉っぽさを含んだ仕上がりとなっている。
1999年の 『Secret History - The Best of The Divine Comedy』 は 『Liberation』 の 「The Pop Singer’s Fear of The Pollen Count」と 「Your Daddy’s Car」 の再レコーデングとバンドの主なヒット曲となる 「Gin Soaked Boy」 と 「Too Young Too Die」  を含み、『Liveration』 から 『Fin de Ciecle』への流れを繋ぐ構成となっている。
同年、Tom Jones のアルバム 『Reload』 の中でPortisheadの曲 「All Mine」のカバーでコラボしている。
2000年のUte Lemperのアルバム 『Punishing Kiss』でのコラボでは殆どの作品でバックバンドを務めるなどバンドとしての一面も見られた。
このアルバムでハノンと Joby Talbotはオリジナル２曲とベルトルト・ブレヒト and Well の「Tango Ballad」のアレンジを、ハノンは 
「TangoBallad」「Split」 の二曲でLemperとデュエットしている。

### セタンタからの離脱『Regeneration』〜 『Office Politics』
2001年のアルバム 『Regeneration』 ではコメディのイメージの払拭を試み、Nigel Godrichを起用しバンドを再編成し、スーツ姿とブリットロックのイメージを取り払った。このアルバムは批評家からの評判は得たものの売れ行きは芳しくなかった。
アルバム発表後バンドは解散を宣言したものの、同年ハノンはこのメンバーでアメリカのジョイントコンサートへの参加や、Ben Folds（「Song of Love」をEP「Sunny16」でカバーしている ）と共にイギリスやアイルランドをツアーで周ってる。
2004年アルバム 『Absent Friends』 を発表。バンドとしての一面と軽いトーンのポピュラーな曲のバランスが取れた作品となっている。
同年、ロンドンの Palladium (こちらは後にDVD化されている)とRoyal Albert Hall にて The Millennia Ensemble orchestra と共演している。
2005年1月ハノンはSetanta Recordsからの離脱を発表。
彼自身のレコードレーベル The Divine Comedy Recordsを設立し、1990年代の作品を再リリースした。
2006年6月、ハノンの９枚目のアルバム 『Victory for the Comic Muse』がリリースされた。
殆どの曲がマルチトラックではなくライブで２週間ほどでレコーディングされ、のびのびとした仕上がりとなっている。また、Travisのベーシスト Dougie Payne も参加している。
2005年ハノンは 「The Hitchhiker’s Guide to the  Galaxy」のサウンドトラックの曲にヴォーカルで参加、The Divine Comedyの元メンバーであるJoby Talbot と共に製作している。
この繋がりは2006年末まで続き、「The Doctor Who」のテレビ版オリジナルサウンドトラックに「Song For Ten」 と 「Love Don’t Roam」 を提供している。
Bullz-Eye.com のインタビューにでハノンは「この番組の作曲家兼脚本家に歌ってくれないかと頼まれたんだ。断るなんて考えられなかったよ。だって子供の頃この番組を見て育ったんだからね。断るわけがないよ。」と語っている。
2006年ハノンはBell X1 のBraian Crosby 監修で主にアイルランドのミュージシャンが参加したチャリティアルバム 『The Cake Sale』の 「Aliens」 でもボーカルで参加している。
2006年のツアー中、映像作家 Vincent Moon の音楽映像Web配信シリーズ 「Take Away Show」 に出演している。
デジタルラジオのBBC7ではエンディング曲に 「Tonight We Fly」 の最初の十数秒が使用された。またこの曲はエアバス A340の広告にも使用された。
またハノンは様々なプロジェクトにも参加。
Belle and Sebastion のフロントマン Stuart Murdoch 監督のミュージカル映画 「God Help the Girl」 のサウンドトラックに収録された 「Perfection  As a Hipster」 や Pugwash の Thomas Walsh と共演したLP 『The Duckworth Lewis Method』 などをレコーディングした。
2007年3月、ハノンはParlophone ( パーロフォン ) 社との契約を終了。
2010年5月31日10枚目のアルバム 『Bang Goes the Knighthood』 をDCレコードからリリース。
『Victory for the Comic Muse』と同様に St John’s Wood にあるRAKスタジオでレコーディングされ、Guy Masseyがオーケストラを指揮し、Andrew Skeet がアレンジを担当した。
このアルバムは１週間20以内にチャート入りし、2001年の『Regeneration』 以来最も高くチャート入りしたアルバムになった。このアルバムの前にはダウンロードのみのシングル「At the Indie Disco」 も発売されている。
2016年9月2日11枚目のアルバム 『Foreverland』がリリースされた。2016～2017年の Foreverland のツアーでの演奏を収録したアルバム『Loose Canon』が発売されツアーでのみ購入可能だったがデジタル版も後の2018年2月16日リリースされている。
2019年4月1日「Queuejumoer」をリリース、二日後の4月3日BBC6のMusic on 3で演奏している。続いて2019年5月16日にシングル「Norman and Norma」がリリースされた。
2019年6月7日に発売されたバンド初の2枚組アルバム『Office Politics』をリリース。2019年10月3日アニメーションのビデオクリップが印象的な 「Infernal Magines / You’ll Never Work in this Town Again」をリリースしている。

### 『Venus, Cupid, Folly, and Time: 30Years of the Divine Comedy』
2020年3月9日 the Divine Comedy の30周年を記念し ファーストアルバムの 『Liveration』から9枚目の 『Bang Goes the Knighthood』 までのLPとCDのアルバムを再編成、リマスターでリリースすることを発表。全て含めたボックスセット『Venus, Cupid, Folly, and Time : 30Years of the Divine Comedy 』は12のアルバムがそれぞれ2枚組計24枚のセットになっている。それぞれ1枚目にはオリジナルリマスターアルバムが、2枚目にはB面、デモ、別バージョン、レアリティーズ、未発表作品などがハノン監修で収録されている。
注目すべきは 『Fanfare for the Comic Muse』 と 『Liberation』 以前のものが含まれている点である。
そして 『Short Album About Love』 にはシェパーズ ブッシュ エンパイアでの 『Short Album ～』のコンサートを収録した未公開の映像 『A Short Film About A Short Album About Love』　が付属されている。そして全てのCDには写真のブックレット、クレジット、盛り沢山のライナーノーツが付随している。
そしてハノンと11人の楽団はロンドンのバービカンにある邸宅とパリの Cite de la Musique ( シテ・ドゥ・ラ・ミュージック )で30周年記念コンサートを開催予定である。2020年9月に予定されていたが2022年9月に延期された。
それぞれの会場で５回ずつショーを予定している。

## ディスコグラフィ

### スタジオ・アルバム
- Fanfare for the Comic Muse (1990年7月、Setanta)
- 『リベレイション』 - Liberation (1993年8月16日、Setanta) ※日本盤発売: 1997年
- 『プロムナード』 - Promenade (1994年3月28日、Setanta) ※日本盤発売: 1997年
- 『カサノヴァ』 - Casanova (1996年4月29日、Setanta) ※日本盤発売: 1997年
- 『ア・ショート・アルバム・アバウト・ラヴ』 - A Short Album About Love (1997年2月10日、Setanta) ※日本盤発売: 1997年
- 『ファン・ドゥ・シエクル〜世紀末』 - Fin de Siècle (1998年8月31日、Setanta)
- 『リジェネレイション -新生-』 - Regeneration (2001年3月12日、パーロフォン) ※ナイジェル・ゴッドリッチ・プロデュース。日本盤発売: 2001年3月7日（ボーナストラック2曲つき）
- 『アブセント・フレンズ』 - Absent Friends (2004年3月29日、パーロフォン) ※日本盤発売: 2004年3月24日（ボーナス映像つき）
- 『ヴィクトリー・フォー・ザ・コミック・ミューズ』 - Victory for the Comic Muse (2006年6月19日、パーロフォン) ※日本盤発売: 2006年6月28日（ボーナストラック2曲つき）
- Bang Goes the Knighthood (2010年5月31日、Divine Comedy) ※2008年9月フランス公演の様子を収めたボーナスCD付きLimited Deluxe Editionあり
- Foreverland (2016年9月2日、Divine Comedy)
- Office Politics (2019年6月7日、Divine Comedy)

### ライブ・アルバム
- Live at Somerset House (2011年4月25日、Concert Live)
- Loose Canon (Live In Europe 2016-17) (2018年2月16日、Divine Comedy)

### EP
- Timewatch (1991年)
- Europop (1992年)
- Indulgence No.1 (1993年)
- Indulgence No.2 (1994年)
- Bavarian EP (2004年)

### コンピレーション・アルバム
- 『シークレット・ヒストリー〜ザ・ベスト・オブ・ディヴァイン・コメディ』 - A Secret History... The Best of the Divine Comedy (1999年8月30日、Setanta)
- Venus, Cupid, Folly & Time (2020年10月9日、Divine Comedy) ※これまでの作品のリマスターやボーナストラックを含めた30周年記念ボックスセット

### シングル
- "Something For The Weekend" (1996年6月、Setanta)
- "Becoming More Like Alfie" (1996年8月、Setanta)
- "The Frog Princess" (1996年11月、Setanta)
- "Everybody Knows (Except You)" (1997年3月、Setanta)
- "I've Been To A Marvellous Party" (1998年3月、EMI UK)
- "Generation Sex" (1998年9月、Setanta)
- "The Certainty Of Chance" (1998年11月、Setanta)
- "National Express" (1999年1月、Setanta)
- "The Pop Singer's Fear Of The Pollen Count" (1999年8月、Setanta、Sony Music)
- "Gin Soaked Boy" (1999年11月、Setanta)
- "Love What You Do" (2001年2月、パーロフォン)
- "Bad Ambassador" (2001年5月、パーロフォン)
- "Perfect Lovesong" (2001年10月、パーロフォン)
- "Come Home Billy Bird" (2004年3月、パーロフォン)
- "Absent Friends" (2004年6月、パーロフォン) ※ヨーロッパ限定
- "Diva Lady" (2006年6月、パーロフォン)
- "To Die A Virgin" (2006年8月、パーロフォン)
- "A Lady of A Certain Age" (2006年11月、パーロフォン)
- "At The Indie Disco" (2010年5月) ※ダウンロード販売のみ
- "I Like" (2010年8月) ※ダウンロード販売のみ
- "Catherine The Great" (2016年6月) ※ダウンロード販売のみ
- "How Can You leave Me On My Own" (2016年8月) ※ダウンロード販売のみ
- "To The Rescue" (2017年1月) ※ダウンロード販売のみ
- "Queuejumper" (2019年4月) ※ダウンロード販売、ストリーミング配信
- "Norman And Norma" (2019年5月) ※ダウンロード販売、ストリーミング配信
- "Infernal Machines/You'll Never Work In This Town Again" (2019年10月、Divine Comedy)

### 映像作品
- Live at the Palladium (2004年10月25日、EMI) ※with The Millennia Ensemble

### 書籍
- the lyrics of NEIL HANNON (2012年4月30日、The Lyric Book Company) ※『Fanfare for the Comic Muse』から『Bang Goes the Knighthood』までの133曲の歌詞が収録されている